# آنست ایواتا
آنست ایواتا (انگلیسی: Anest Iwata) شرکت ماشین‌آلات ژاپنی است، که در سال ۱۹۲۶ تأسیس شد.